# Kreator
Kreator — один із найвідоміших німецьких треш-метал-гуртів. У 1980-х роках гурт доклав багато зусиль до поширення цього напрямку важкого металу в Німеччині і став відомим за кордоном поряд із Destruction та Sodom.
Назва гурту походить від латинського create (творити, творець), а також від імені демона з древньонімецької міфології. Спочатку гурт називався Tormentor, саме під цим іменем було видано дві демоплівки, завдяки яким було підписано контракт із берлінською студією Noise.

## Історія

### Ранній період.Endless Pain(1982—1985)
Гурт засновано 1982 року в західнонімецькому місті Ессен. Троє шкільних друзів, Міланд «Міле» Петроцца, Роберто «Роб» Фіоретті і Юрген «Вентор» Райль вирішили збиратися разом, щоб грати улюблену всіма трьома музику NWOBHM. Петроцца грав на гітарі, Фіоретті на бас-гітарі, а Райль на барабанах. Результатом зустріч стало те, що хлопці вирішили серйозно спробувати створити невеликий музичний гурт. Впродовж року новостворений колектив був зайнятий пошуком нових учасників і вибором назви (одним з найімовірніших варіантів міг бути Metal Militia). Так нікого й не знайшовши, в 1983 році вони вирішили, що основним вокалістом гурту стане Юрген Райль і вибрали остаточну назву — Tormentor, під якою випустили два демозаписи — «Blitzkrieg» (1983) і «End Of The World» (1984).
Останньою зацікавилась західноберлінська студія Noise, з якою в 1985 році було підписано контракт. Виявилося, що гурт із назвою Tormentor уже існував, тож було вирішено змінити назву на Kreator. Незабаром, в тому ж році, гурт випустив свій дебютний альбом Endless Pain (укр. Нескінченний біль), який записали за 10 днів. Композиція «Flag of Hate» стала першим хітом Kreator, а вже через декілька місяців гурт вперше потрапив у телеефір.

### Шлях до слави.Pleasure To Kill,Terrible Certainty(1986—1988)
1986 року було записано і видано другий альбом гурту, Pleasure to Kill (укр. Насолода вбивати). Цей альбом сьогодні вважається важливою віхою в історії треш-металу. Він досі вважається одним із найважчих і швидких треш-альбомів в історії. Він вплинув на формування стилю багатьох майбутніх дез-метал гуртів. Після його випуску гурт почав своє перше турне (до цього у Kreator в активі було всього лиш 5 виступів). Гурту був потрібен другий гітарист і для участі в концертах було запрошено Міхаеля Вульфа із Sodom. Вульф грав у Kreator зовсім недовго, і замість нього прийшов Йорг «Тріц» Тржеб'ятовські. Об'їхавши Німеччину з гуртами Destruction і Rage, команда здійснила круїз по Англії разом з Celtic Frost, а також відвідала США і Канаду.
1987 року Kreator випусккає альбом Terrible Certainty (укр. Кошмарний факт). Пісня «Behind The Mirror» стала наступним хітом гурту. На пісню «Toxic Trace» було знято перший кліп, що відкрило гурту дорогу на MTV. Це сприяло значному збільшенню продажів альбому. Популярність музикантів продовжувала рости. Гурт вирушив із гастролями до Сполучених Штатів, а також виступив у Канаді разом з Voivod. Terrible Certainty розійшовся накладом 100 тисяч екземплярів, а це дуже багато для гурту подібного профілю.

### Світове визнання.Extreme Aggression,Coma Of Souls(1989—1991)
1989 року вийшов альбом Extreme Aggression (укр. Екстремальна агресія). Цей альбом записали в Лос-Анджелесі на студії Music Grinder продюсером Ренді Бернсом (Megadeth). Він став переломним етапом в історії гурту, який здобув всесвітнє визнання. Пісня «Betrayer», кліп на яку було знято на руїнах Грецького Акрополя, стала MTV-хітом і тривалий час звучала в програмі MTV Headbangers Ball. Деякі критики звинувачували гурт в надмірній «чистоті» звуку, але це не вплинуло на репутацію Kreator. Команда вирушила у великий тур Європою з гуртом Raven. Після європейських гастролів гурт покинув Тріц, на заміну якому прийшов Френк «Blackfire» Годжик із Sodom. З новим гітаристом Kreator поїхали гастролювати до США.
На початку 1990 року гурт виступав на тепер уже легендарному треш-фестивалі в східному Берліні разом з гуртами Tankard, Coroner і Sabbat. На концерті було більше 6000 глядачів. Це шоу, зняте на плівку, стало першим відеорелізом гурту, і вийшло в тому ж році під назвою Live in East Berlin на VHS. А влітку, вже в західному Берліні, Kreator розпочали запис чергового альбому. Альбом під назвою Coma of Souls (укр. Кома душ) вийшов наприкінці 1990 року. Kreator залишились вірними своєму стилю, підтвердивши репутацію одного з провідних треш-гуртів. На пісню «People Of The Lie» було знято кліп. Музиканти провели успішний тур у США разом з гуртом Morgoth, після чого взяли короткий відпочинок, під час якого Мілле Петроцца допоміг гурту Protector записати альбом.

### Початок «епохи експериментів».Renewal(1992—1993)
На початку 1990-х на фоні падіння інтересу до металу, і трешу зокрема, багато колективів, які грали таку музику, стали відходити від свого класичного стилю і експериментувати зі звучанням. Не уникнув цього і Kreator. 1992 рік гурт почав з успішного туру Південною Америко, після чого випустив свій шостий повноформатний альбом Renewal (укр. Оновлення), на якому було використано елементи індастріалу. У піснях вперше було використано клавішні, а Мілле Петроцца змінив манеру співу, спробувавши чистіший вокал. Цей альбом викликав багато критики і розкол в рядах фанатів. Одні звинувачували команду у відході від трешевої безкомпромісної стилістики, других, навпаки, повністю влаштовувало нове, трохи експериментальне звучання Kreator. На пісню «Renewal» в Ізраїлі в одній із пустель було знято кліп. Після релізу музиканти вирушили у світовий тур. Після австралійської частини турне, гурт покинув один із його засновників — басист Роб Фіоретті, пояснивши причину виходу бажанням проводити більше часу з сім'єю. Йому на заміну прийшов Андреас Герц.

### Cause For Conflict(1994—1996)
Герц пробув у команді всього два роки і не брав участі в жодному офіційному релізі гурту, в 1994 році його замінив Крістіан «Speesy» Гізлер, який і донині є басистом Kreator. В тому ж році з гурту пішов ще один її засновник — барабанник Вентор (Юрген Райль), залишивши Мілле Петроцца єдиним музикантом з оригінального складу колективу. Новим барабанником став Джо Канделосі (екс-Whiplash). Крім проблем зі складом, 1994 рік відзначився розривом контракту з багаторічним лейблом гурту Noise і переходом на G.U.N. Records.
Першим релізом на новому лейблі став альбом Cause for Conflict (укр. Причина конфлікту), що вийшов в серпні 1995 року. Пісні «Lost» і «Isolation» супроводжувались відеокліпами. Kreator спробували повернутись до свого старого стилю, та альбом знову вийшов дещо експериментальним, тепер музику колективу можна було віднести до жанру техно-трешу, крім того, Петроцца продовжував експерименти з вокалом. На «Cause For Conflict» акцент був на техніку гри музикантів, зокрема нового барабанника, який продемонстрував дуже високий професівний рівень. Та під кінець року Джо Канделосі пішов з гурту, а на його місце повернувся Вентор.
У березні 1996 року Kreator випустили свою першу збірку Scenarios of Violence (укр. Сценарії насильства), який містив записи гурту 1987—1992 років, а також дві раніше не видані пісні. В гурті знову сталися зміни складу, колектив покинув гітарист Френк Годжик, на заміну якому прийшов Томмі Веттерлі із гурту Coroner, що розпався за рік до того.

### «Депресивне» звучання. Outcast, Endorama (1997—2000)
Влітку 1997 року виходить новий альбом, Outcast (укр. Вигнанець). Група знову стала експериментувати, застосовувати клавішні та електричні. Музика на пластинці, в порівнянні з попередніми роботами, стала трішки «важчою», але при цьому і більш «темною», у зв'язку з чим деякі фанати охрестили жанр альбому, як атмосферний треш. На пісню «Leave This World Behind» зняли кліп.
У лютому 1998 року, після закінчення Outcast Tour, Kreator розпочали писати новий альбом, вперше не звернувшись за допомогою до стороннього продюсера. Місце за режисерським пультом зайняв Мілле Петроцца, який паралельно із записом альбому також брав уроки вокалу в колишньої рок-співачки Гудрун Лаос. До травня основний матеріал був готовий, після чого група відвідала один із найбільших метал-фестів «Dynamo Open Air», виступивши перед більш ніж 30-тисячною аудиторією, а також побували в невеликому південно-американському турі. Повернувшись до студії в жовтні, група закінчила записувати новий альбом всередині січня наступного року. Так довго гурт ще ніколи не записував матеріал для альбому.
1999 року у групи знову почались проблеми з компанією звукозапису, внаслідок чого збірник «Voices of Transgression» — «A 90's Retrospective» випустили тільки у квітні, залишили лейбл «G.U.N Records» і перейшла на лейбл Drakkar. Альбом під назвою «Ендорама» (укр. Внутрішня сила) вийшов у світ також у квітні 1999 року вже на новому лейблі. Гурт здивував усіх, практично цілковито відійшовши від виконання в стилі треш-металу. Експерименти, що почалися в Outcast, в альбомі Endorama досягли найвищої точки розвитку, музика стала дуже мелодійною та ще легшою, із застосуванням клавішних, електроніків та «чистого» вокалу Мілла Петроцци. Бачення фанів дивували своєю діаметральною протилежністю та коливались від «найкращого альбому групи» до «повного провалу». Багато хто схарактеризував жанр альбому, як готик-метал, і небезпідставно, зайвим підтвердженням цього було те, що заголовну пісню на альбомі Мілле Петроцца виконував дуетом з Тіло Вольффом, фронтменом швейцарської готик-групи Lacrimosa, запрошеним в якості гостя. На пісні «Endorama» (за участю Тіло Вольффа) і «Chosen few» були зняті відеокліпи, а остання увійшла до саундтреку до німецького фільму «Track» («Хибний слід» 1999 р.). У турі у групи почалися проблеми. Після кількох концертів зі складу команди випав Томмі Веттерлі, що отримав травму (розтягнення сухожилля). Kreator звернулися за допомогою до фінського гітариста Самі Ілі-Сірніо, колишнього учасника групи Waltari, запросивши його в якості сесійного музиканта.
2000 рік гурт почав, продовживши гастролі, і у березні навіть приїхав до Москви вдруге за всю свою історію. У травні команда випустила сингл Chosen Few з останнього альбому, а завершила рік, випустивши у грудні чергову збірку Past Life Trauma. Він містив треки, записані між 1985 і 1992 роком, включаючи 4 композиції, що раніше не видавалися. У цьому ж році високий статус Kreator підтвердився виходом триб'ютного альбому Raise The Flag Of Hate, в записі якого брали участь такі групи як Pazuzu, Angel corpse, Acheron, Mystifer і інші.

### Повернення до старого звучання(2001—2009)
2001 року в колективі відбувається зміна складу — йде гітарист Томмі Веттерли, на його місце приходить вже знайомий Самі Ілі-Сирніо. Варто зазначити, що в тому ж році він повернувся у свою стару групу Waltari і з тієї миті почав поєднувати роботу у двох колективах. На початку року Kreator в новому складі розпочали запис матеріалу для свого наступного альбому разом із продюсером Енді Сніпом у студіях «Backstage Studios» в Ноттінгемі і в «Area 51» в Німеччині. Пластинка вийшла у вересні 2001 року під назвою Violent Revolution (укр. Жорстока революція) на новому лейблі SPV, на якій музиканти, закінчивши «епоху експериментів», повернулися до свого «класичного» звучання. Альбом тепло прийняли як фанати групи, так і музичні критики, повернувши групі колишню популярність. На заголовну композицію зняли відеокліп.
У листопаді Kreator відіграли невеликий тур разом з Cannibal Corpse, а через місяць, наприкінці грудня, вирушили в найбільше світове турне Hell Comes To Your Town! разом із двома іншими легендарними німецькими треш-группами Sodom і Destruction, що тривало практично увесь наступний рік. Тур завершився в листопаді 2002 року, вже без Sodom, які «відкололися» через розбіжності з Destruction.
Вдало проведений тур зафіксували на відео, і влітку 2003 року група представила відразу два релізи: свій перший концертний альбом Live Kreation і свій перший DVD Live Kreation — Revisioned Glory. Аудіодиск містив 24 треки, записаних впродовж туру 2001—2002, DVD був 19 піснями, записаними на кращих шоу туру, а також, в якості бонуса, коротку відеоісторію Kreator і усі кліпи колективу, що були на той момент. У жовтні група вирушила в американський концертний тур Art Of Noise Part 2, в якому також взяли участь групи Nile, Vader, Amon Amarth і Goatwhore.
Новий студійний альбом Enemy of God, вийшов у 2005 році. На початку 2006 року Kreator відіграв турне Північною Америкою разом з Napalm Death, A Perfect Murder і The Undying. 2007 року відбувся спільний європейський тур із Celtic Frost. У березні 2008 року вийшов DVD At the Pulse of Kapitulation. Наприкінці 2007 року гурт також розпочав роботу над своїм 12-м повноформатним альбомом, який отримав назву Hordes of Chaos і вийшов у січні 2009.

### Phantom AntichristіGods of Violence(2010—2017)
Kreator підписав контракт з Nuclear Blast на початку 2010 року, перш ніж у березні вирушити в тур Північною Америкою, щоб відсвяткувати своє 25-річчя. Наприкінці 2010 року відбувся європейський тур із Exodus, Death Angel та Suicidal Angels під назвою «Thrashfest». 1 червня 2012 гурт випустив свій тринадцятий студійний альбом під назвою Phantom Antichrist.  28 листопада 2012 року вийшов кліп на пісню «Civilization Collapse»
В інтерв'ю в листопаді 2013 року Мілле Петроцца повідомив, що Kreator розпочне роботу над своїм чотирнадцятим студійним альбомом після туру Phantom Antichrist. 14 жовтня 2016 року було оголошено, що новий альбом Kreator буде називатися Gods of Violence. Він вийшов 27 січня 2017 року і отримав позитивні відгуки критиків. Gods of Violence став першим альбомом гурту, який посів перше місце в німецьких чартах. Для просування альбому Kreator розпочав європейський тур у лютому та березні 2017 року за підтримки Sepultura, Soilwork та Aborted.

### Розлучення з Крістіаном Гіслером таHate Über Alles(2018— дотепер)
На початку грудня 2018 Kreator вирушив у тур Європою під назвою «European Apocalypse» з гуртами Dimmu Borgir, Hatebreed і Bloodbath. Фінальний концерт туру в Лондоні зняли і випустили на DVD 14 лютого 2020 року під назвою «London Apocalypticon — Live at the Roundhouse». Kreator підтримав Slayer під час їх прощального світового туру, з'явившись на фестивалі Santiago Gets Louder у Чилі 6 жовтня 2019 року разом з Anthrax і Pentagram Chile.
16 вересня 2019 року було оголошено, що Крістіан Гіслер покинув Kreator після 25 років участі в гурті у яксоті бас-гітариста, і його замінив Фредерік Леклерк, який незадовго до цього покинув DragonForce.
26 березня 2020 року Kreator випустили кліп на пісню «666 — World Divided», яка стала їхнім першим треком за три роки.
У грудні 2021 року Мілле Петроцца на своїй сторінці в Instagram оголосив, що їхній новий альбом вийде влітку 2022 року.  4 лютого 2022 року гурт випустив заголовну композицію з Hate Über Alles як перший сингл альбому. В той же день було оголошено, що альбом вийде 3 червня однак пізніше дату випуску було перенесено на 10 червня. Кліп на другий сингл «Strongest of the Strong», було опубліковано 8 квітня 2022 року, а менш ніж через місяць вийшов третій сингл «Midnight Sun».
Kreator підтримає Hate Über Alles, здійснивши турне по Європі з Lamb of God, Thy Art Is Murder і Gatecreeper наприкінці 2022 року.

## Kreator і Україна

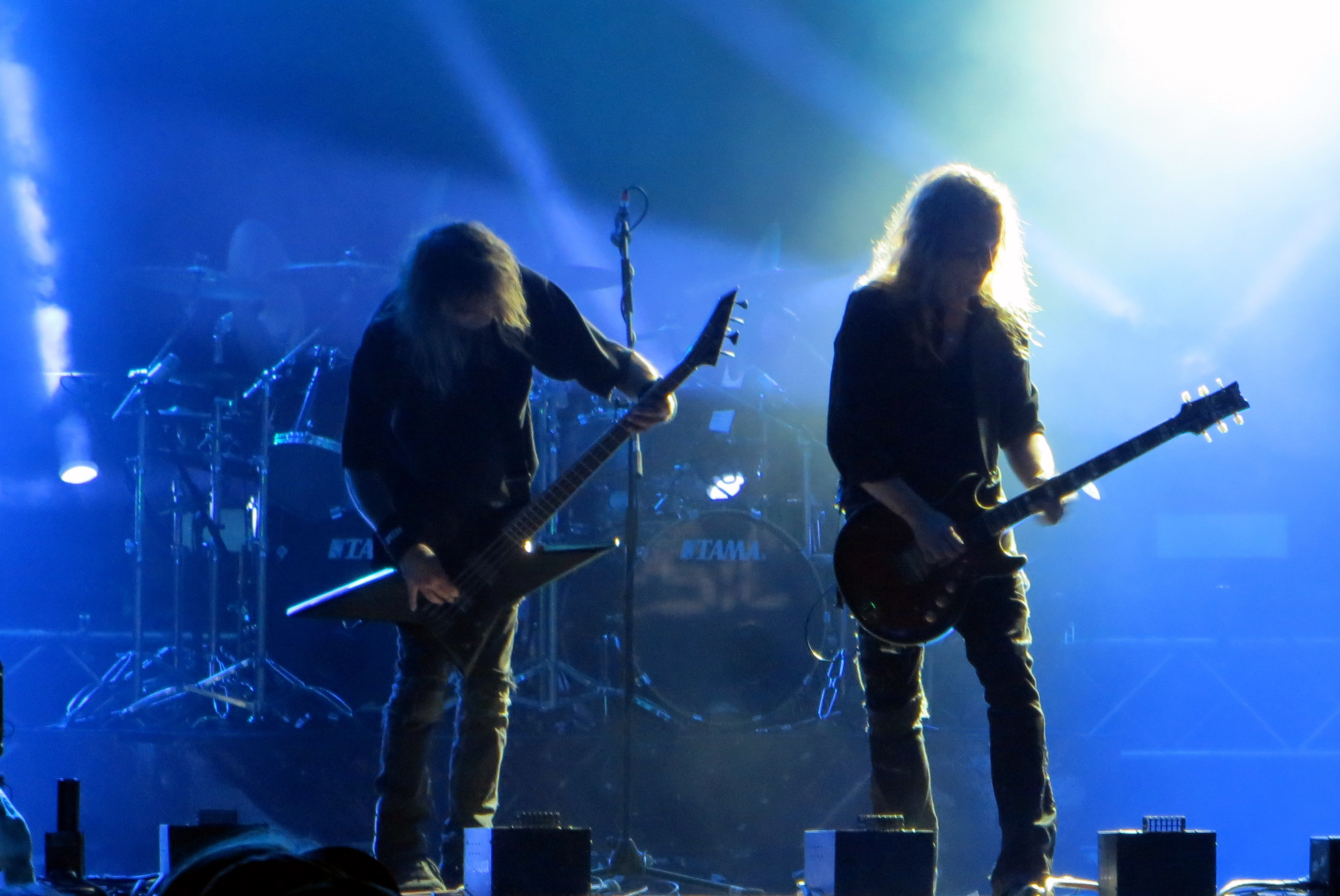
На фестивалі у Києві, 2018 рік

Гурт відвідував столицю України 07 жовтня 2007, 08 березня 2013.
02 грудня 2015 року Kreator виступив в столичному клубі Centrum в рамках туру до 30-ліття колективу.
В 2018 році став одним з хедлайнерів фестивалю Atlas Weekend-2018 у Києві.
Після початку російського вторгнення в Україну 2022 року гурт переніс концерти в росії на невизначений термін, а вокаліст Мілле Петроцца підтримав Україну на своїй сторінці в Instagram

## Склад гурту

### Поточний склад
- Міланд «Міле» Петроцца (Miland 'Mille' Petrozza) — гітари, вокал
- Юрген «Вентор» Райль (Jürgen 'Ventor' Reil) — ударні
- Фредерік Леклерк (Frédéric Leclercq) — бас, бек-вокал
- Самі Йлі-Сірніо (Sami Yli- Sirniö) — гітари

### Колишні учасники
- Роб Фіоретті — бас (1982—1992)
- Йорг «Тріц» Тржеб'ятовські — гітара (1986—1989)
- Френк «Блекфайр» Годжик — гітара (1989—1995)
- Андреас Герц — бас-гітара (1992—1994)
- Джо Канделосі — ударні (1994—1995)
- Крістіан «Шпізі» Ґіслер — бас, бек-вокал (1994—2019)
- Томмі Веттерлі — гітара (1995—2001)

## Дискографія
- Blitzkrieg (як Tormentor) (Демо) (1983)
- End Of The World (як Tormentor) (Демо) (1984)
- Endless Pain (1985)
- Pleasure to Kill (1986)
- Terrible Certainty (1987)
- Extreme Aggression (1989)
- Coma of Souls (1990)
- Renewal (1992)
- Cause for Conflict (1995)
- Outcast (1997)
- Endorama (1999)
- Violent Revolution (2001)
- Live Kreation (2003)
- Enemy of God (2005)
- Hordes of Chaos (2009)
- Phantom Antichrist (2012)
- Gods of Violence (2017)
- Hate Über Alles (2022)